# Маріуш Дулемба
Маріуш Дулемба (пол. Mariusz Dulęba; народився 8 лютого 1975 у м. Битом, Польща) — польський хокеїст, захисник. Виступає за «Краковію» (Краків) у Польській Екстралізі. 
Вихованець хокейної школи «Полонія» (Битом). Виступав за «Полонія» (Битом) — 1997—2002, «Унія» (Освенцім) — 2002—2005, «Краковія» (Краків) — 2005—2012.
У складі національної збірної Польщі учасник чемпіонатів світу 2002, 2005 (дивізіон I), 2006 (дивізіон I) і 2007 (дивізіон I). У складі молодіжної збірної Польщі учасник чемпіонату Європи 1992 і 1993, чемпіонату світу 1993 (група B).
Чемпіон Польщі (2001, 2002, 2003, 2004, 2006, 2008, 2009, 2011), срібний призер (2010), бронзовий призер (2007). Фіналіст Кубка Польщі (2008).